# Squalifica
La squalifica è un provvedimento disciplinare in ambito sportivo.

## Sport di squadra
In discipline collettive l'atleta può essere squalificato dopo un determinato numero di provvedimenti (ammonizioni oppure espulsioni), in base alla decisione formalizzata dal giudice sportivo. Ciò consiste nell'interdire la partecipazione ad una o più gare successive. Nel periodo in cui risulta squalificato, l'atleta non può ricevere la convocazione del proprio allenatore e scendere in campo con la squadra.
Le squalifiche sono applicabili anche ad altre figure, come tecnici e dirigenti: possono inoltre riguardare la tifoseria le cui intemperanze, ad esempio, comportano la sospensione - per un periodo di tempo - delle gare nell'impianto sportivo della società. Essa deve così giocare gli incontri casalinghi in campo neutro.

## Sport individuali
In uno sport individuale, invece, la squalifica causa l'esclusione dell'atleta dalla gara. Motivi che portano a tale provvedimento sono, tra gli altri, il ricorso a sostanze dopanti e l'infrazione (grave e reiterata) ai regolamenti
Peraltro, in alcune discipline, come quelle di lotta, la squalifica di un atleta comporta l'assegnazione della vittoria al suo avversario.